# Mittelkraft
Die Mittelkraft ist gemäß Friedrich Schiller eine Kraft zwischen Materie und Geist und ist aus heutiger Sicht mit dem vegetativen Nervensystem gleichzusetzen. Die „Mittelkraft“ macht Schiller zu einem Pionier der Psychosomatik, u. a. da er erstmals Albrecht von Hallers Sicht widerspricht.
Schiller schreibt: … es ist wirklich eine Kraft zwischen der Materie … und dem Geiste vorhanden … ich nenne sie Mittelkraft.
Der Begriff ist schwierig zu übersetzen. Im Englischen wird die „Mittelkraft“ teils mit mediating power,
teils mit central force oder mit intermediary force übersetzt.